# F. Nagy Imre
F. Nagy Imre (Szombathely, 1909. június 30. – Budapest, 1977. május 9.) magyar színész.

## Életpályája
Szombathelyen született, 1909. június 30-án. Színészi képesítést Kolozsváron szerzett 1930-ban, majd különféle vidéki társulatoknál szerepelt. 1940-től a Szegedi Nemzeti Színház szerződtette. 1945 után Budapesten, majd 1946-tól Sopronban játszott. 1948-tól a Pesti Színház, az Ifjúsági Színház, majd a Vidám Színpad, az Állami Déryné Színház és a Békés Megyei Jókai Színház társulatához tartozott. 1959-től egy-egy évadot az egri Gárdonyi Géza Színházban, és a József Attila Színháznál töltött. 1969-ig a ismét a Békés Megyei Jókai Színház tagja volt. Többször szerepelt a Gyulai Várszínházban is.

## Fontosabb színházi szerepei
- William Shakespeare: Macbeth... Duncan, skót király
- William Shakespeare: Othello... A velencei doge
- William Shakespeare: Vízkereszt, vagy amit akartok... Böffen Tóbiás
- William Shakespeare: A makrancos hölgy... Vincentio, öreg pisai úr
- Niccolò Machiavelli: Mandragóra... Nicia
- Molière: A fösvény... Harpagon
- Molière: Tartuffe... Cléante
- Friedrich Schiller: Stuart Mária... George Talbot
- Victor Hugo: Hernani... Don Ruy Gomez de Sylva
- Lope de Vega: A kertész kutyája... Octavio, háznagy
- Federico García Lorca: Marianita... Felkelő
- Alekszandr Nyikolajevics Osztrovszkij: Karrier (A négylábú is botlik)... Mamájev
- Makszim Gorkij: Kispolgárok... Besszemenov
- Makszim Gorkij: Ellenségek... Pecsenyigov
- Nyikolaj Alekszejevics Nyekraszov: Őszi este... Laszukov
- Nyikolaj Alekszejevics Nyekraszov: Pétervári uzsorás... Losztutkov
- Alekszej Nyikolajevics Arbuzov: A tizenkettedik óra... Nyikolaj Albertovics Dor
- Anatolij Szofronov: Moszkvai jellem... Fjodor Sztepanovics Grinyov
- Kandrat Krapiva: Dalolnak a pacsirták... Pitlevannij
- Gian Paolo Callegari: Megperzselt lányok... Gino, öregedő és gazdag milánói gyáros
- Aurel Baranga: Barátom, a miniszter... Bajenaru, kiadóhivatali igazgató
- Szigligeti Ede: Béldi Pál... Cserei
- Vörösmarty Mihály: Csongor és Tünde... Kalmár
- Jókai Mór: Az aranyember... Tímár Mihály; Brazovics
- Fazekas Mihály: Lúdas Matyi... Döbrögi
- Bródy Sándor: A tanítónő... Főúr
- Gárdonyi Géza: Ida regénye... Ó Péter, borkereskedő
- Móricz Zsigmond: Úri muri... Csörgheő Csuli
- Móricz Zsigmond: Sári bíró... Sári bíró
- Szomory Dezső: II. József... Gróf Hadik
- Kodolányi János: Földindulás... Böbék Samu
- Örkény István: Tóték... Tomaji plébános
- Sándor Kálmán: A harag napja... Szedlacsek József
- Darvas József: Hajnali tűz... Varga Mihály
- Darvas József: Kormos ég... Czabuk Lajos
- Sólyom László: Értünk harcoltak... Molnár
- Örsi Ferenc: Kilóg a lóláb... Lovas Tóth István
- Raffai Sarolta: Egyszál magam... Imre bácsi
- Urbán Ernő: Gál Anna diadala... Kósa Ferenc
- Abody Béla: Családi kör... rektor
- Sárközi György: Dózsa... II. Ulászló magyar király
- Cserhalmi Imre: Alku nélkül... Kökény Antal
- Cserhalmi Imre: A reggel mindig visszatér... Misel Péter
- Fahidy József: Deák György, bérkocsis... Deák György
- Johann Strauss: Cigánybáró... Zsupán

## Filmek, tv
- Ünnepi vacsora (1956)
- Kálvária (1960)... Szabó, tanácselnök

## Díjai, elismerései
- Szocialista Munkáért Érdemérem [1]